# Carige rachiaria
Carige rachiaria là một loài bướm đêm trong họ Geometridae.